# Nya Dagbladet
Nya Dagbladet var en dramaserie med premiär i Sveriges Televisions TV 2 den 22 oktober 1985. Serien gick i tio delar. Regi av Bernt Callenbo med manus av Anna-Maria Hagerfors och Uno Palmström.
Serien handlade om det dagliga livet på en tidningsredaktion, ungefär som miniserien Kvällspressen som sändes 1992.
Serien publicerades temporärt i Öppet arkiv i juni 2016. Innan dess hade serien inte repriserats i TV efter den ursprungliga visningen.

## Medverkande
- Marie Göranzon - Konkan
- Lars-Erik Berenett - Lennart
- Claire Wikholm - Emma
- Axel Düberg - Viktor
- Marianne Hedengrahn - Kickan
- Lennart Tollén - Bengtsson
- Åke Lindström - Jakobsson
- Stefan Ekman - Berg
- Ragnar Thell - Lindelöw
- Jan Blomberg- Stålis
- Börje Nyberg - Öset
- Johan Hedenberg - Melon
- Peter Alvérus - Björn
- Ingrid Janbell - Märta
- Gösta Prüzelius - Åkesson
- Jorge Capellan - Rico
- Fredrik Ohlsson - Svante
- Sophie Trygger - Lina
- Niels Dybeck - Olle
- Per Myrberg - John A. Johnsson
- Leif Ahrle - Per Åke
- Henrik Schildt - Verner
- Eva Callenbo